# Partit Nacionalista Republicà d'Esquerra
El Partit Nacionalista Republicà d'Esquerra (PNRE) fou un partit polític fundat l'octubre de 1933 com a escissió d'Esquerra Republicana de Catalunya, a la qual es va reintegrar el febrer de 1936. Col·loquialment els del PNRE eren coneguts com els lluhins (pel cognom del líder) i com els panarres (per la sigla, interpretada jocosament).

## Formació
El grup fundador del partit era format principalment pels fins aleshores consellers de la Generalitat de Catalunya Joan Lluhí i Vallescà, Joan Casanelles i Ibars, Antoni Xirau i Palau, Carles Martí i Feced i Josep Tarradellas (coneguts també com a grup de L'Opinió), que formaven un grup que es considerava dipositari dels ideals originaris d'ERC i força crític amb el que consideraven "autoritarisme" de Francesc Macià i amb la "indisciplina" dels militants provinents d'Estat Català. El trencament s'accentuà quan Macià rebutjà la proposta del govern de la Segona República Espanyola de nomenar Tarradellas governador civil de Barcelona, i en lloc seu preferí el nomenament de Claudi Ametlla. Les constants crítiques a les actuacions dels Escamots d'Estat Català (que arribaren a assaltar la impremta NAGSA), a la manca de democràcia interna dins ERC, la seva condemna als casos de corrupció i acumulació de responsabilitats polítiques i al funcionament d'ERC tant al Parlament de Catalunya com a l'ajuntament de Barcelona provocaren la seva expulsió d'ERC el setembre de 1933. Així el 15 d'octubre celebraren l'assemblea de constitució del nou partit a Estatge Català (al carrer Diputació, 122 de Barcelona). Aconseguiren, però, formar les seves pròpies joventuts (JERC), dirigides per Josep Maria Lladó i Figueras, Alfred Cabanas, Rafael Font Farran, Ferran Ludevid i Celestí Morlans, trencant amb les Joventuts d'Esquerra Republicana-Estat Català (JEREC), que eren dirigides per Josep Dencàs i Miquel Badia. Constituïa un partit format per quadres dirigents de força vàlua, però no assoliren cap líder carismàtic que pogués fer ombra a Companys.

## Participació electoral i de govern, i retorn a ERC
A les eleccions generals espanyoles de 1933 es presentaren en coalició amb el Partit Catalanista Republicà (PCR) i Acció Catalana Republicana (ACR) i no van obtenir cap escó, però va afeblir les candidatures presentades per ERC. La mort de Francesc Macià i la constitució del nou govern dirigit per Lluís Companys propicià un nou apropament a ERC, de manera que el 3 de gener de 1934 Joan Lluhí formà part del govern de la Generalitat com a conseller de justícia i dret. Foren força crítics amb el paper de Companys en els fets del sis d'octubre de 1934, després dels quals fou suspès el diari L'Opinió a causa del seu to crític amb el govern republicà de dretes, i fins i tot Tarradellas fou detingut juntament amb alguns dels dirigents del partit. Joan Lluhí i Vallescà, però, fou condemnat a cadena perpètua i confinat al Penal de Santa Maria de Cadis amb Lluís Companys i Joan Comorera, si bé el maig de 1935 fou confinat al seu domicili de Barcelona.
A les eleccions generals espanyoles de 1936 van formar part de la coalició electoral Front d'Esquerres, i després del seu triomf, el maig de 1936, es van reintegrar novament a ERC.